# 오렌지버스
오렌지버스(영어: Orange Bus)는 서울특별시의 마을버스회사이며, 본사는 노원구 상계동에 위치해 있다. 설립당시 노원마을버스(蘆原―)였으며 2000년대 사명이 변경되면서 현재에 이르고 있다.

## 운행 노선
- ● 노원02번 : 수락리버시티 ~ 노원구청 (구 노원마을 2번)

## 보유 차량
- 자일대우버스 - 자일대우 BS090 뉴 로얄미디
- 현대자동차 - 현대 그린시티, 현대 일렉시티 타운